# Світність
Сві́тність  у загальній фізиці —  світловий потік, що випромінюється одиницею площі світної поверхні (яка випромінює, відбиває або пропускає світловий потік) в усіх напрямках (в середині тілесного кута 4{\displaystyle \pi })
{\displaystyle M=F/S}, [M]=[лм/м²]
Цей термін має специфічне значення в астрономії та фізиці елементарних частинок. 

## В астрономії
В астрономії, світністю (L) називають кількість випромінюваної астрономічним об'єктом — зорею, галактикою тощо — енергії за одиницю часу. Вимірюється в абсолютних одиницях систем (SI, СГС) або у відносних одиницях (наприклад, світностях Сонця).
Світність не залежить від відстані до зірки, від світності залежить інший параметр — видима зоряна величина.
Світність — одна з найважливіших характеристик зір, яка дає змогу порівнювати між собою різні типи зір на діаграмах «спектр — світність», «маса — світність».

## У фізиці елементарних частинок
В експериментальній фізиці та фізиці елементарних частинок світністю називають параметр прискорювача або колайдера, що характеризує інтенсивність зіткнення зустрічних пучків.

## Закон Ламберта
Тіла, кожна частина поверхні яких випромінює світло в усіх напрямках рівномірно, називаються ламбертівськими. Такий випадок описується законом
{\displaystyle M=kL.}